# Drosophila comorensis
Drosophila comorensis är en tvåvingeart som beskrevs av Léonidas Tsacas 1997. Drosophila comorensis ingår i släktet Drosophila och familjen daggflugor.
Artens utbredningsområde är Komorerna.